# Aulacophora impressa
Aulacophora impressa es un coleóptero de la familia Chrysomelidae.
Fue descrita científicamente por primera vez en 1801 por Fabricius.